# Al Udeid Air Base

i7
i11
i13
Die Al Udeid Air Base (arabisch قاعدة العديد الجوية, IATA-Code: XJD, ICAO-Code: OTBH) ist ein Militärflugplatz und Stützpunkt der Luftstreitkräfte Katars. Die Basis befindet sich nahe Al Rayyan (32,18 km westlich von Doha) in Katar. Sie wird vor allem von der United States Air Force, der Royal Air Force (Vereinigtes Königreich) und der Royal Australian Air Force genutzt.

## Beschreibung
Während des Kriegs in Afghanistan 2001–2021 wurde unter anderem dieser Stützpunkt für Militäroperationen genutzt. Die United States Air Force hat hier General Dynamics F-16 (Mehrzweckkampfjets), Boeing E-8 JSTARS (Aufklärungsflugzeuge), McDonnell Douglas KC-10 Extender (Tank- und Transportflugzeuge), Lockheed C-130 und Boeing KC-135 Stratotanker (Tankflugzeuge) stationiert. Die Royal Australian Air Force hat hier seit 2003 zwei Lockheed P-3 (Seeaufklärer) sowie drei C-130 Hercules (Transportflugzeuge) stationiert. Die australischen Hornets wurden für über 350 Einsätze im Irakkrieg verwendet. Insgesamt können 120 Luftfahrzeuge untergebracht werden.
Die Baukosten beliefen sich auf eine Milliarde US-Dollar.
Stand 2025 ist Al-Udeid der größte US-Militärstützpunkt im Nahen Osten. Die Al Udeid Air Base ist Stand 2025 für mehr als 10.000 Soldaten ausgelegt. Das United States Central Command (der Zuständigkeitsbereich „Naher Osten“ des US-Militärs) hat hier wesentliche Teile stationiert, darunter ein Combined Air Operations Centre (d. h. ein Gefechtsstand für die Luftstreitkräfte der USA/NATO). Dieses koordiniert in Al-Udeid die Lufteinsätze der USA/NATO innerhalb des gesamten Nahen Ostens (in 21 Ländern). Die USA entsenden im Rotationsverfahren Kampfjets nach Al-Udeid. Zudem gibt es dort eine Einheit für Luftraumüberwachung, Aufklärung, zum Betanken in der Luft und für medizinische Evakuierungsflüge.
Im Zuge vom Israelisch-iranischen Krieg startete der Iran am 23. Juni 2025, in zwei Wellen zuerst sieben und dann zwölf ballistische Raketen gegen die Al Udeid Air Base. Sowohl die Vereinigten Staaten wie auch Katar wurden vom Iran vorgewarnt. Laut der katarischen Regierung konnten bis auf eine Rakete alle mit dem Flug- und Raketenabwehrsystem MIM-104 Patriot abgefangen werden; es habe weder Verletzte noch Tote gegeben. Bei dem Angriff auf den Stützpunkt wurde eine geodätische Kuppel zerstört, die ein Satellitenkommunikationssystem schützte. Satellitenbilder zeigten, dass die Struktur nach dem Angriff nicht mehr vorhanden war. An einem nahegelegenen Gebäude waren Brandspuren erkennbar, während der übrige Stützpunkt weitgehend unversehrt blieb.

## Luftstreitkräfte

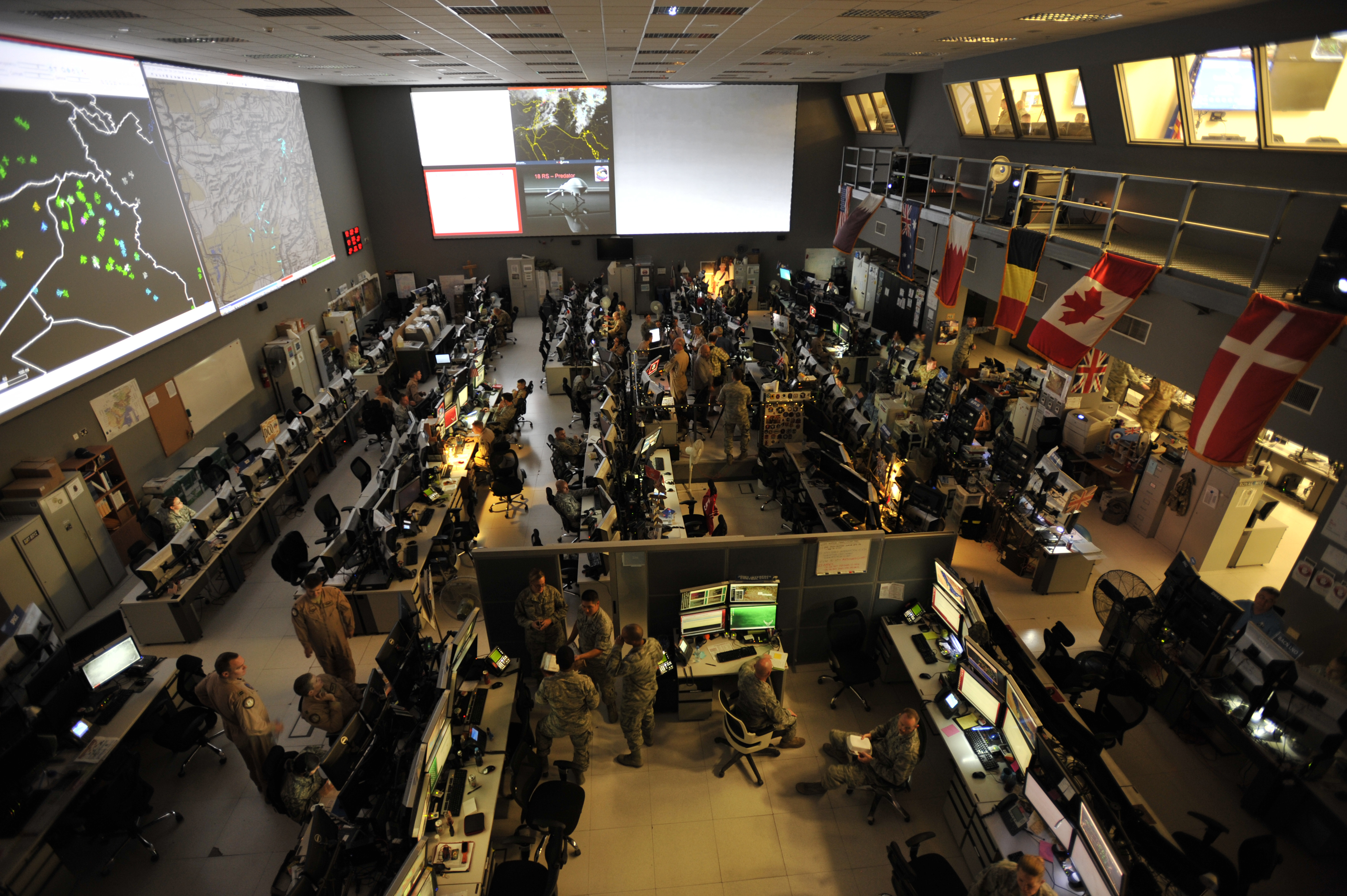
Das Combined Air and Space Operations Center auf der Al Udeid Air Base

Der Flughafen wird u. a. von folgenden Streitkräften genutzt:
- Streitkräfte der Vereinigten Staaten – Forward Headquarters of United States Central Command
  - United States Air Force
    - 44th Expeditionary Air Refueling Sqdrn
    - 379th Air Expeditionary Wing

  - United States Army
- Streitkräfte des Vereinigten Königreichs
  - Royal Air Force
    - No. 83 Expeditionary Air Group RAF